# لواء القدس (تقسيم إداري)
كان لواء القدس أحد ألوية فلسطين الستة خلال فترة الانتداب البريطاني، كان مركزه مدينة القدس. يضم لواء القدس ثلاث أقضية:
- قضاء القدس
- قضاء رام الله
- قضاء الخليل

## الحكام
- رونالد ستورز، 1920-1925
- إدوارد كيث روتش [الإنجليزية]، 1926-1931
- كامبل، 1931-1937
- ماكلارين، 1937
- إدوارد كيث روتش [الإنجليزية]، 1937-1943
- موريس بيلي، 1943
- جيمس بولوك [الإنجليزية]، 1944-1948